# Erik av Pommern
Erik av Pommern (oegentligt Erik XIII), född 1382 i Rügenwalde i nuvarande Polen, död 24 september 1459 i Rügenwalde, (begravd i S:ta Maria kyrka i nuvarande Darłowo i nuvarande Polen) var 1396–1439 (med två avbrott) kung av Sverige, som Erik III kung av Norge 1389–1442 samt som Erik 7. kung av Danmark 1396–1439. Han var son till hertig Vratislav VII av Pommern och Maria av Mecklenburg, systerdotterson till drottning Margareta som adopterade honom efter att hennes son Olof av Danmark och Norge avlidit 1387. 
Med Erik infördes furstehuset Grip i Sverige som engångsföreteelse. I Pommern kallades han Erik I.

## Biografi
Erik föddes omkring 1382 som Bogislav in i den lechitiska härskarätten Gryf (Grip). Han var son till hertig Vratislav VII av Pommern och Maria av Mecklenburg. 1388, endast sex år gammal, utsågs Erik till sin mormors syster Margaretas medregent och efterträdare i Norge då han var den ende levande manlige ättlingen till det norska kungahuset.
Bogislav kröntes till norsk kung vid påsken 1392. Samtidigt lät drottning Margareta ändra hans slaviska namn Bogislav till det mer skandinaviskt klingande Erik. I Danmark och Sverige hyllades han som kung 1396 och kröntes endast 14 år gammal till kung av Danmark och Sverige i Kalmar 17 juni 1397. Han förklarades myndig vid 18 års ålder år 1400 i Helsingborg och red 1401 sin eriksgata, men regerade inte självständigt fullt ut förrän efter Margaretas död 1412. År 1406 förmäldes han i Lund med Filippa av England (död 1430), dotter till kung Henrik IV av England.
I Pommern övergick regeringen efter faderns död 1395 till farbrodern, Bogislav VIII av Pommern. Sedan denne avlidit 1418 blev Erik förmyndare för sin minderårige kusin Bogislav IX av Pommern, och reste då till Pommern för att överta sitt regentskap i Pommern-Stolp. Han passade vid samma tillfälle på att sluta en allians mot Tyska orden med den polske kungen Władisław II Jagiełło, och lovade samtidigt bort sin kusin till den polske kungens enda dotter, Hedvig. Bogislav IX var av den barnlöse Erik utsedd till sin efterträdare på den nordiska tronen.
Förändringar i den polska politiken ledde till att äktenskapsavtalet revs upp, och Hedvig bortlovades istället till kurfursten Fredrik I av Brandenburgs 7-årige son Fredrik. I samband med kung Eriks resa till Jerusalem besökte han 1424 och 1425 Polen för att försöka få detta äktenskapsavtal upprivet och åter få sin kusin bortgift med Hedvig. Efter sin återkomst till Norden 1425 drogs han in i kriget mot Holstein, och blev förhindrad att fortsätta sitt äktenskapsmäkleri. Hedvig avled ogift 1431.

## Eriks regeringstid

### Köp av Gotland, krig mot Hansan och Öresundstull
Som unionskung drevs Erik av att hindra och tävla med Hansans och Tyska ordens växande ekonomiska och militära hegemoni i Östersjön vilket också var avsikten med Kalmarunionen. Erik drevs även av de negativa erfarenheter av den tyska expansionen som hans ätt i Pommern samt grannlandet Polen gjort. Polens härskarätt Piast var besläktad med Eriks pommerska ätt Gryf (Grip). Eriks politik gick därför ut på att förvandla de nordiska länderna till en stark enhet som skulle stärka Norden mot utländskt hot, främst just från de tyska staterna. Till exempel köpte han år 1408 tillbaka Gotland från Tyska orden som erövrat ön från Danmark 1398. Tyska orden ville inför ett krig med Polen-Litauen inte riskera ett tvåfrontskrig med Kalmarunionen varför man skyndsamt och till underpris gjorde sig av med ön. 
1410 inledde Erik kriget mot holsteinarna som besatt det danska Sønderjylland samt med hansestäderna som skaffat sig ett förödande handelsmonopol i Norden. Kriget pågick med avbrott fram till 1435. Erik verkade under denna konflikt för ett förbund mellan Kalmarunionen och det Polsk-Litauiska samväldet mot Ordenstaten. År 1413 grundlade Erik (i egenskap av dansk regent) vid fiskeläget Søndre Sæby staden Landzcrone som dock snabbt döptes om till Landskrone och efter 1658 till Landskrona vid Öresund. 1419 ingick Erik bland annat ett anfallsförbund med Polen-Litauens kung Vladislav Jagiello mot Ordenstaten. Han inrättade även Öresundstullen 1429 och lät i detta syfte resa borgen Kronborg i Helsingör. Nu måste den rika Hansan betala tull till Kalmarunionen vid in- och utfart ur Östersjön. Militärt gick Eriks krig också bra och det såg ut som Hansan skulle mista sina nordiska handelsprivilegier.

### Centralstyre med utländska fogdar; Engelbrekt gör uppror
Erik införde också en modern centralstyrning i sitt vidsträckta rike genom att tillsätta egna danska och tyska fogdar i de olika slottslänen i Sverige och Norge som var direkt underställda honom. Eriks regerande drog emellertid in Kalmarunionens stater i konflikter som hämmade handeln på Östersjön. Hansan, som hade ett fullständigt handelsmonopol, försatte Kalmarunionen i blockad. De lokala stormännen i Sverige och Norge var också mycket missnöjda med att de blivit förbigångna av Eriks danska och tyska fogdar. 
Bland annat detta var orsaken till det svenska upproret i Bergslagen 1434, lett av den tyskättade bergsmannen Engelbrekt Engelbrektsson. En annan orsak var att bergsmännen i gruvorna, både arbetsgivarna och arbetarna, ofta var tyskättade eller invandrade tyskar som var missnöjda med Eriks politik både av ekonomiska och politiska skäl. Hansans handelsblockad lamslog järnexporten från Bergslagen och de tyskättade bergsmännens skrån ville därför ha goda förbindelser med sina tyska fränder i Hansan vilket ytterligare undergrävde Eriks ställning i Sverige.

### Avsatt två gånger, återtagen efter förlikningar
Engelbrektsupproret ökade de separatistiska tendenserna i Sverige och fick slutligen Erik avsatt från Sveriges tron. I äldre svensk historieskrivning anses Erik ha gynnat Danmark till nackdel för Sverige. Kriget gjorde att Sverige fick brist på en mängd förnödenhetsvaror, som endast kunde fås genom handel; myntet försämrades och var sällsynt, ett problem som för kungen var värre eftersom man strävade efter att få skatterna utbetalade i pengar (tidigare hade de till större delen betalats i varor). Kungen besökte sällan det glesbebyggda och glesbefolkade Sverige och Norge vilket också ökade motviljan mot honom och uppmuntrade en utbrytning ur Kalmarunionen. Erik försökte upphäva de gamla lagmanstingen och ersatte dessa med en kunglig räfst, som dock inte regelbundet skötte sitt uppdrag.
Erik försökte också överskrida rikenas valrätt då han, själv barnlös, ville göra kusinen hertig Bogislav IX av Pommern till sin efterträdare. Erik förklarades i Sverige avsatt från och med 30 augusti 1434, men blev 14 oktober 1435 åter erkänd som kung mot löfte att bättre sköta sina plikter. Han medgav att de viktiga drots- och marskämbetena åter fick besättas så att landet under hans frånvaro skulle ha styresmän. I övrigt ville han inte gå med på svenskarnas fordringar och bröt efter förlikningen sina löften. Därefter ansåg svenskarna fördraget brutet och kungen förklarades åter avsatt. Karl Knutsson (Bonde) utsågs 1436 till riksföreståndare i hans ställe. Den 1 september samma år ingicks ändå en ny förlikning, enligt vilken Erik återfick Sveriges krona. 

### Avsatt för gott, sjörövare från Visborgs slott, tillbaka i Pommern
Det visade sig dock snart att Erik fortfarande var lika ovillig att uppfylla de löften som han i nödens stund gett, och han blev därför 24 september 1439 för alltid avsatt i Sverige. Något tidigare, i juni samma år, hade han blivit avsatt även i Danmark där hans regering också gett upphov till missnöje, och norrmännen följde slutligen de två andra rikenas exempel 1442. Erik ersattes till sist som kung i alla tre rikena av sin systerson Kristofer av Bayern.
Erik drog sig efter avsättningarna tillbaka till Gotland och bosatte sig invid Visby där han hade uppfört det starka fästet Visborgs slott. Här fortsatte han att regera och försörjde sig på bland annat sjöröveri av Hansans och Tyska Ordens skepp. År 1449, efter belägring av Visby och förhandlingar med det svenska fastlandets nye kung, Karl Knutsson (Bonde), överlämnade Erik även Gotland till denne. Han flyttade då tillbaka till sitt Västpommerska hertigdöme där han sedan regerade under namnet Erik I av Pommern (-Stolp). Han avled år 1459 i sätesstaden Rügenwalde (numera Darłowo) där han också är begravd.

## Beskrivning och gestaltning
Erik av Pommern beskrivs som en närmare 190 cm lång, omvittnat ståtlig, energisk och sexig man. Påven Pius II (som Enea Silvio Piccolomini innan han blev påve): "Erik av Pommern hade en vacker kropp, rödgult hår, rödlätt ansikte och en lång, smal hals ... ensam, utan hjälp och utan att röra byglarna, hoppade han upp på en häst, och han drog alla kvinnor till sig, särskilt kejsarinnan, med en älskogs längtan." 
Porträttet i galleriet nedan är sannolikt en kopia av ett fantasibetonat porträtt som ska föreställa Erik – från sent 1500-tal. Kungen ska i verkligheten ha varit blond. Larsson skriver om porträttet att "bildens mörka gestalt rimmar väl med den svenska traditionen om Erik som en ond konung".

## Eftermäle
Erik sörjde för städernas utveckling, han lät grunda nya städer (bland andra Landskrona 1413) och borgar, han gjorde Köpenhamn till huvudstad (1417), förbättrade riksadministrationen genom centralstyrning via fogdar och sörjde för näringslivets utveckling. Hans åtgärder och krig var dock kostsamma och många gånger obegripliga för de ganska isolerade och provinsiella nordborna  (en av anledningarna till att Erik föredrog egenhändigt tillsatta mer drivna och erfarna tyska och danska fogdar). De svenska stormännen inser inte de långsiktiga vinsterna med politiken att stoppa det tyska inflytandet och bygga ett östersjövälde och reduktionen av kyrkans egendomar och gods förrän under Gustav Vasas och hans söners tid 100 år senare. Gustav Vasa fick landsfader-status men Erik svartmålades redan på sin tid av meningsmotståndare. Erik kan därför aldrig glädjas över någon större popularitet i Norden då hans handlingar kortsiktigt kom att hämma Skandinaviens handel och ekonomi och genom fogdeväldet åsidosatte de svenska och norska stormännen.
Det kanske mest bestående från Eriks regering var instiftandet av Öresundstullen 1429, som kom att bestå ända fram till 1857. Genom detta säkrade han en oerhört stor, stabil intäkt till sitt rike – Danmark upptog tullen, och Sverige var befriat från avgift under lång tid även efter unionens upplösning. I förlängningen bidrog tullen till behovet av att bygga Göta Kanal i Sverige. Genom Öresundstullen visade Erik sitt intresse för dansk handel och marin, men utmanade också andra makthavare i regionen, inte minst hansestäderna, som han också förde krig mot.
Under en barnsäng då drottning Filippa kan ha fött kungaparets enda kända barn, som avled inom kort, försämrades moderns hälsa. Det är okänt om detta var kungens son Erik, eller om denne likaledes tidigt avlidne pojke var son till den Cecilia med vilken kungen efter Filippas död ingick i en morganatisk förening. Erik dog barnlös.
Ett minne i sydligaste Sverige (då Danmark) efter Eriks regeringstid är Malmös stadsvapen och sedermera även Skånes landskapsvapen, det krönta griphuvudet, som ursprungligen är de pommerska furstarnas familjevapen. Vapnet återfinnes därför följdriktigt även i den polska västpommerska kuststaden Szczecins stadsvapen. I Stockholm minner den av Erik år 1430 anlagda kungliga köksträdgården med kålplantor – dagens Kungsträdgården – om hans regeringstid i Sverige.
Erik av Pommern fick en minnessten år 2013 på Landskronas Walk of Fame som då invigdes av Sveriges kung Carl XVI Gustaf.

## Galleri

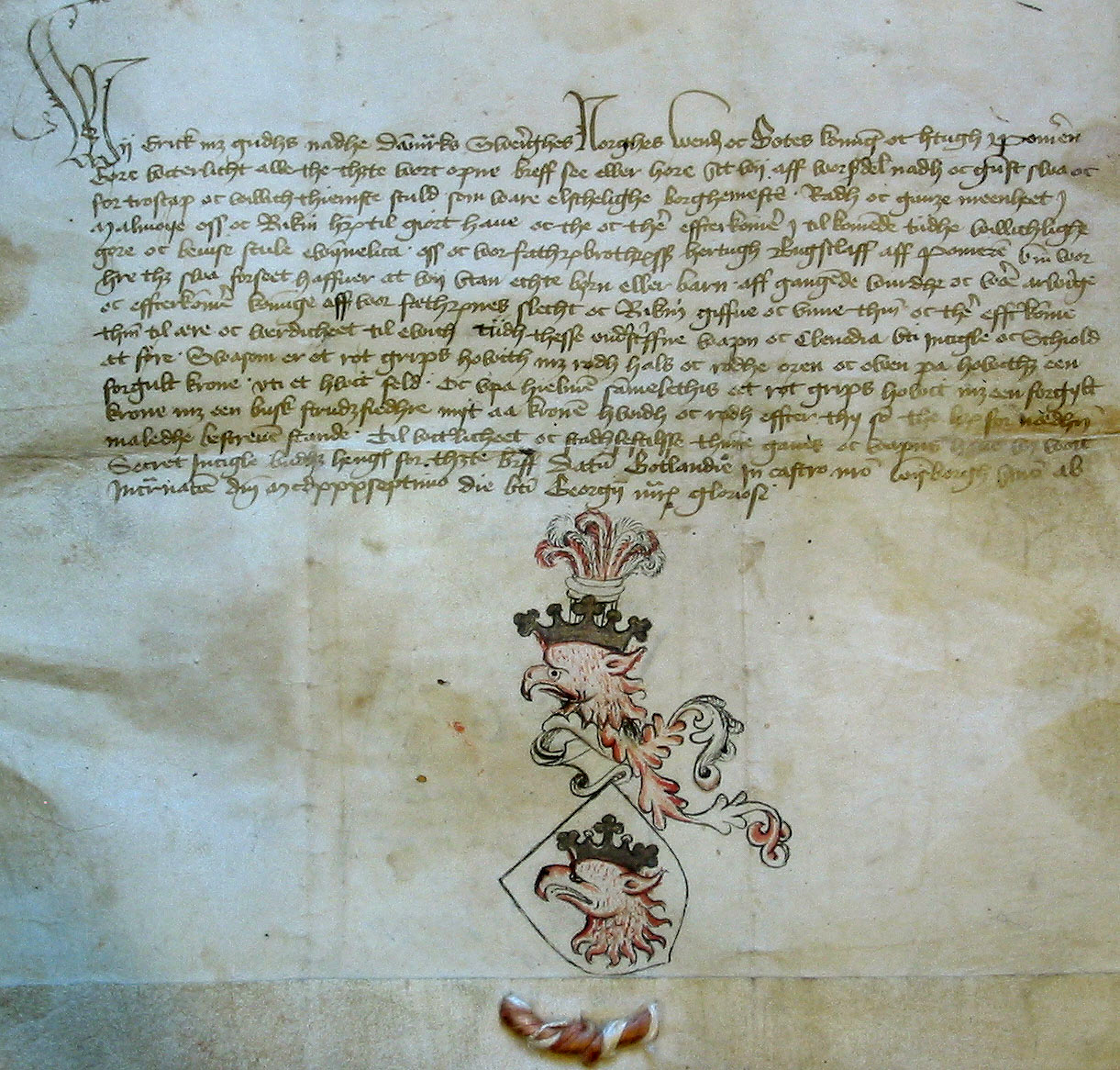
Malmö vapenbrev 1437.
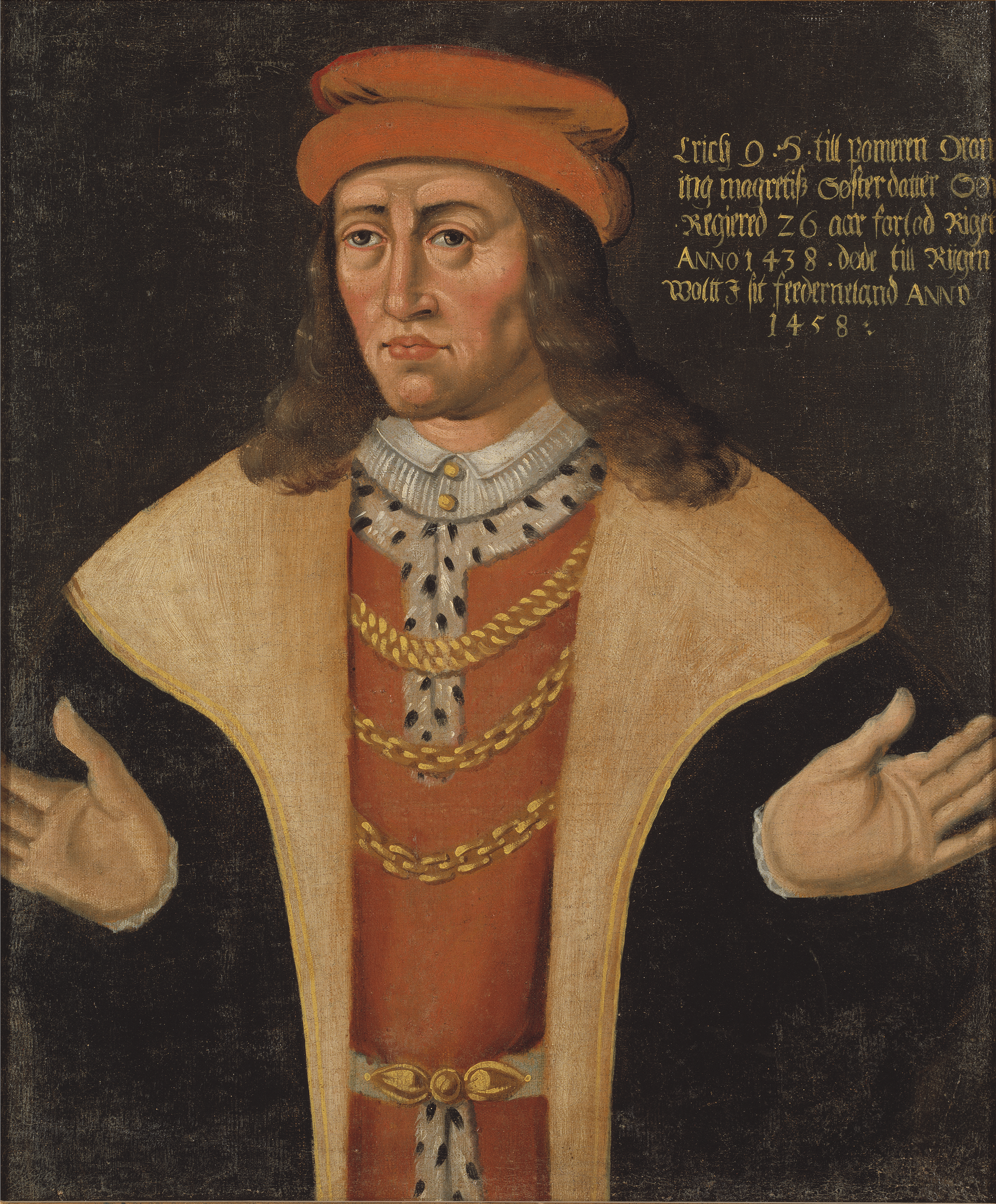
Erik av Pommern, Gripsholmslott. Okänd konstnär och datum. Notera att kungen i verkligheten ska ha varit blond.
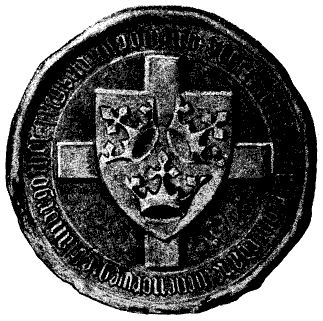
Kung Eriks sigill.
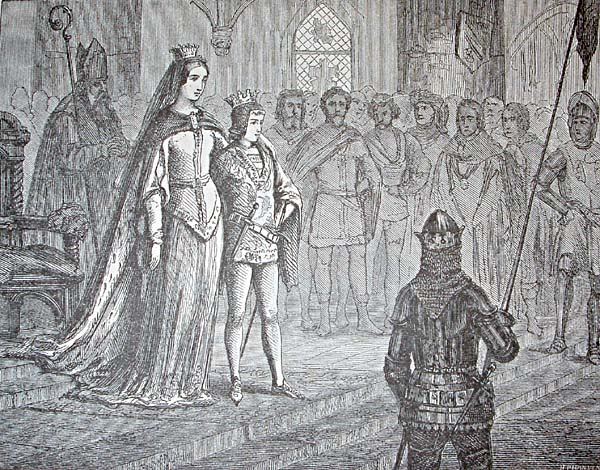
Erik av Pommern har adopterats av drottning Margareta och kröns till kung av Danmark, Sverige och Norge, 1800-tal.
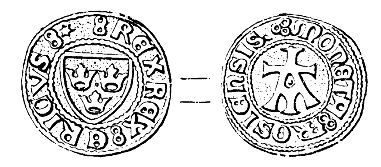
Kung Eriks Västeråsörtug.
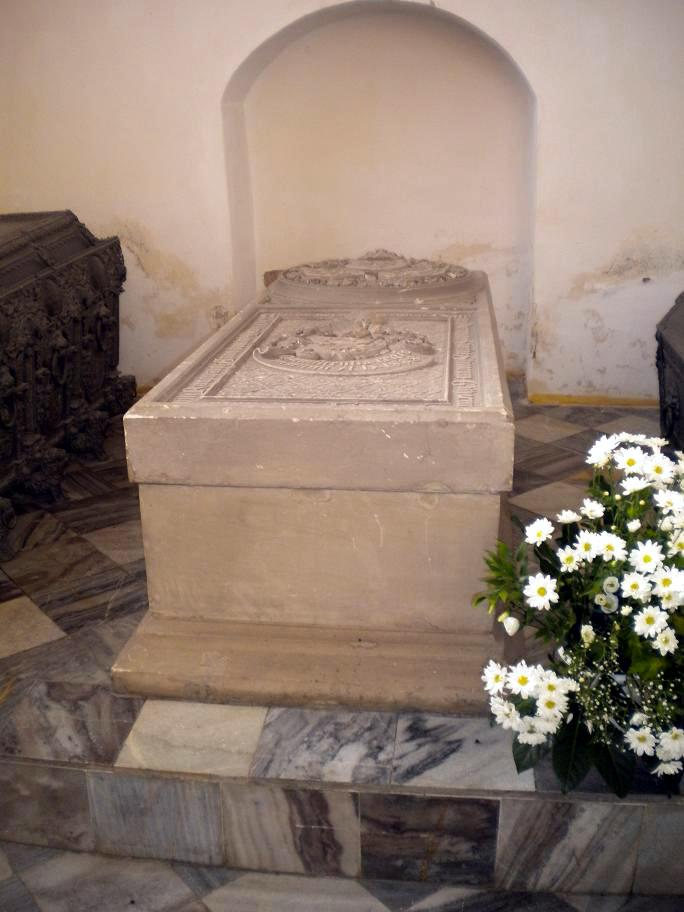
Eriks grav i Mariakyrkan i Darlowo.
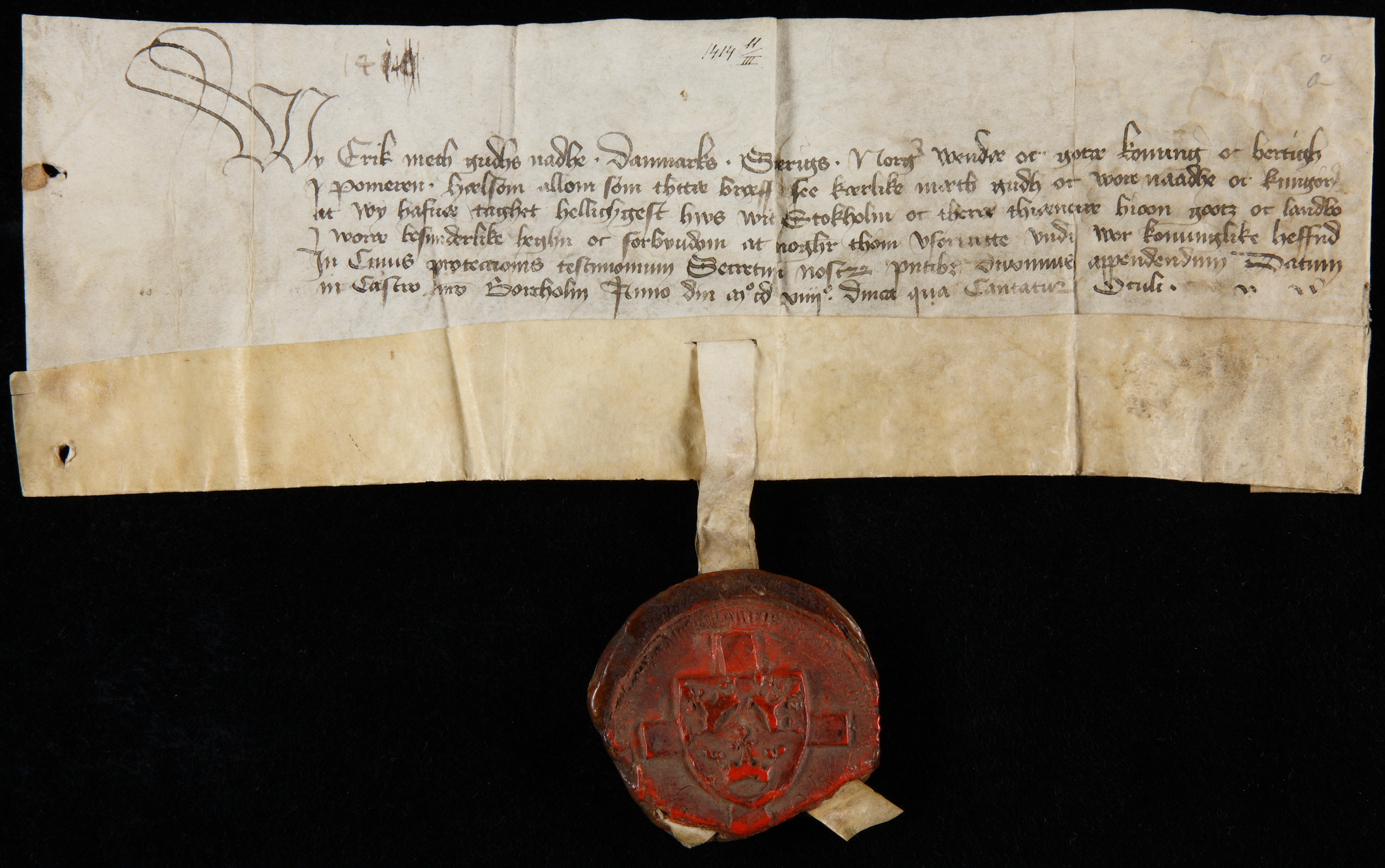
Kung Erik av Pommern kungör att han tagit Helgeandshuset i Stockholm med allt dess gods, tjänare och landbor under sitt beskydd. Brevet är beseglat med kungens sigill.